# Stefanie Höner

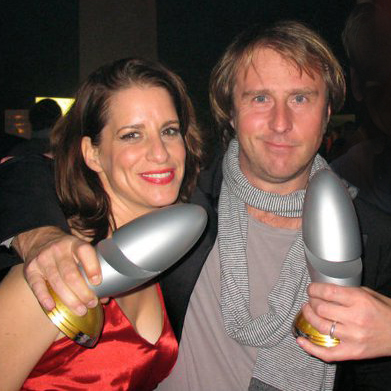
Stefanie Höner und Bjarne Mädel beim Deutschen Comedypreis 2010

Stefanie Höner (* 2. August 1969 in Köln) ist eine deutsche Schauspielerin.

## Leben und Karriere
Stefanie Höner wuchs in Dortmund auf. Nach Abschluss ihrer Ausbildung an der Schauspielschule Bochum 1992, einigen Theatergastspielen und TV-Rollen war sie von 1995 bis 1997 festes Mitglied des Ensembles der Württembergischen Landesbühne Esslingen. Sie spielte unter anderem an den Hamburger Kammerspielen, dem Thalia Theater und der Volksbühne Berlin. 1999 gründete Höner gemeinsam mit der Regisseurin Christiane Pohle die Theatergruppe Laborlavache. Ihre Aufführung Sitzen in Hamburg, eine Adaption des Tschechow-Stücks Die drei Schwestern, wurde von der Kritik sowie dem Publikum gefeiert und mehrfach preisgekrönt (Theaterfestival Impulse-Preis 2000, Nachwuchspreis Regie 2001 der Deutschen Akademie der Darstellenden Künste und der Stadt Bensheim). Auch die zweite Produktion der Gruppe, Sommergäste von Maxim Gorki, am Schauspielhaus Zürich, wurde gelobt.
Einem breiteren Publikum wurde Höner bekannt durch ihre Darstellung der Inka Pietsch in der Fernsehserie Verliebt in Berlin sowie der Britt Schmitt in girl friends – Freundschaft mit Herz. 2009 spielte Höner eine Hauptrolle in dem Spielfilm Barfuß bis zum Hals, der mit dem Comedypreis 2010 ausgezeichnet wurde. 2013 erhielt sie die Hauptrolle Wencke Müller in dem Piloten der ARD-Serie Wenckes Verbrecher aus der Reihe Heiter bis tödlich. Von 2014 bis 2015 war Höner als Karin Langkamp in einer Hauptrolle in der Serie Josephine Klick – Allein unter Cops mit Diana Amft zu sehen. 2018 spielte sie die durchgehende Nebenrolle Monika Mottke in der Serie Milk & Honey. Gelegentlich ist sie auch als Synchronsprecherin aktiv.
Stefanie Höner lebt in Berlin.

## Filmografie
- 1994: Verkehrsgericht (Fernsehserie, 1 Folge)
- 1996: Therapie
- 1996: Rochade
- 1998: Adelheid und ihre Mörder (Fernsehserie, Folge: Mord mit Monogramm)
- 1998: Wolffs Revier (Fernsehserie, 1 Folge)
- 1999: Großstadtrevier (Fernsehserie, 1 Folge)
- 1999: You better Run
- 2000: Die Pfefferkörner (Fernsehserie, 1 Folge)
- 2000: Streit um drei (Fernsehserie, 1 Folge)
- 2001: The Eels
- 2002: Wash & Go
- 2003: Scheidungsopfer Mann
- 2004: Ein toter Bruder
- 2004: Fass mich an!
- 2004: Für alle Fälle Stefanie (Fernsehserie, 1 Folge)
- 2005–2007: Girl friends – Freundschaft mit Herz (Fernsehserie, 12 Folgen)
- 2005: Die Gerichtsmedizinerin (Fernsehserie, 1 Folge)
- 2005: Alphateam – Die Lebensretter im OP (Fernsehserie, 1 Folge)
- 2005: Alarm für Cobra 11 – Die Autobahnpolizei (Fernsehserie, 1 Folge)
- 2005–2006: Verliebt in Berlin (Fernsehserie, 345 Folgen)
- 2006: Zwei Engel für Amor (Miniserie)
- 2006: Löwenzahn (Fernsehserie, 1 Folge)
- 2006: Ein Fall für zwei (Fernsehserie, 1 Folge)
- 2006: Verliebt in Berlin – Das Ja-Wort (Fernsehfilm)
- 2007: Nur ein kleines bisschen schwanger
- 2007: Krimi.de (Fernsehserie, 1 Folge)
- 2007: Katzenauge
- 2009: Klinik am Alex (Fernsehserie, 1 Folge)
- 2009: Notruf Hafenkante (Fernsehserie, Folge: Liebe deinen Nächsten)
- 2009: In aller Freundschaft (Fernsehserie, Folge: Die Angst der Anderen)
- 2009: Barfuß bis zum Hals
- 2010: SOKO Köln (Fernsehserie, 1 Folge)
- 2010: Fischer fischt Frau
- 2010: Da kommt Kalle (Fernsehserie, 1 Folge)
- 2010–2011: Hand aufs Herz (Fernsehserie, 69 Folgen)
- 2011: Der letzte Bulle (Fernsehserie, Folge: Mord auf Distanz)
- 2011: Beate Uhse – Das Recht auf Liebe
- 2012: Balthasar Berg – Sylt sehen und sterben
- 2012: Flirtcamp
- 2012: Spreewaldkrimi: Feuerengel (Fernsehreihe)
- 2012: Der Dicke (Fernsehserie, 1 Folge)
- 2012: Auf Herz und Nieren (Miniserie)
- 2012: Mit geradem Rücken
- 2012: Die Blaumänner
- 2013: Exit Marrakech
- 2013: Die Kinder meiner Tochter
- 2013: Tatort: Kaltblütig (Fernsehreihe)
- 2013: In aller Freundschaft (Fernsehserie, Folge: Zündstoff)
- 2013: Wenckes Verbrecher (Fernsehserie)
- 2013: Heldt (Fernsehserie, 1 Folge)
- 2014: Wilsberg: Das Geld der Anderen (Fernsehreihe)
- 2014–2015: Josephine Klick – Allein unter Cops (Fernsehserie)
- 2015: Tannbach – Schicksal eines Dorfes
- 2015: Silvia S. – Blinde Wut
- 2015: Inga Lindström – Liebe deinen Nächsten
- 2016: In aller Freundschaft – Die jungen Ärzte (Fernsehserie, Folge: Abschiede)
- 2017: Dahoam is Dahoam (Fernsehserie, 2 Folgen)
- 2017: LOMO – The Language of Many Others
- 2017: Ostfriesenkiller
- 2018: Der Staatsanwalt (Fernsehserie, Folge: Die Enkelin)
- 2018: Für meine Tochter
- 2018: Milk & Honey (Fernsehserie, 1 Folge)
- 2019: Jenny – echt gerecht (Fernsehserie, Folge: Eltern haften für ihre Kinder)
- 2019: Nachtschwestern (Fernsehserie, 1 Folge)
- 2019: Ein Fall für Dr. Abel (Fernsehreihe, 2 Folgen)
- 2019: Ein Almhütte für Zwei
- 2019: SOKO Hamburg (Fernsehserie, Folge: Herr Dückers)
- 2021: SOKO Stuttgart (Fernsehserie, Folge: Teams)
- 2021: SOKO Wismar (Fernsehserie, Folge: Sport ist Mord)
- 2021: Du sollst nicht lügen (Miniserie)
- 2021: Die Kanzlei (Fernsehserie, Folge: Kleine Schritte)
- 2021: Blutige Anfänger (Fernsehserie, 1 Folge)
- 2022: SOKO Leipzig (Fernsehserie, Folgen: Besondere Einsatzlage & Sag mir, wo du stehst)
- 2025: In aller Freundschaft (Fernsehserie, Folge: Was morgen ist)

## Theater (Auswahl)
- 1993: Ödipus auf Kolonos, Thalia Theater Hamburg
- 1994: Wie man Wünsche beim Schwanz packt, Rote Flora Hamburg
- 1995–1997: Festengagement an der Württembergischen Landesbühne Esslingen
- 1997: Frankenstei, Speicherstadt Hamburg
- 1997: Terror-Trilogie, Volksbühne Berlin, Kampnagel Hamburg, Greenroom Manchester
- 1998: Übung.Macht, Kulturbrauerei Berlin
- 1998: UrFaust, Stadttheater Meran
- 1999: Lysistrata, Altonaer Theater Hamburg
- 1999: Sitzen in Hamburg, Hamburger Kammerspiele, Sophiensaele Berlin, Ionesco Theater, Moldawien
- 1999: Der Zoo scheint leer, leblos, Hamburger Kammerspiele
- 2000: Sommergäste, Schauspielhaus Zürich
- 2002: Pudelträume, Sophiensaele Berlin
- 2003: Ersatzverkehr 2003, Transeuropa-Festival
- 2004: Die Spinne und ich, Kampnagel Hamburg, Sophiensaele Berlin
- 2009–2011:  Der Schimmelreiter, Staatstheater Cottbus
- 2024: Ganz in Weiß?!, Mondpalast Herne
- 2025: 1250 Jahre Lübbecke – Das Stadt-Theater-Spektakel